# Abdilaqim Ademi
Abdilaqim Ademi (mac. Абдилаќим Адеми; ur. 20 grudnia 1969 w Szemszewie, zm. 15 lutego 2018) – północnomacedoński inżynier i polityk narodowości albańskiej. Pełnił funkcję ministra środowiska i planowania przestrzennego (2011–2014) oraz ministra edukacji i nauki (2014–2016) w trzecim i czwartym rządzie Nikoły Gruewskiego oraz w rządzie Emiła Dimitriewa.

## Życiorys
W 1996 roku ukończył studia na Politechnice Tirańskiej, uzyskując tytuł inżyniera metalurgii. Odbył następnie szkolenie specjalistyczne we Fryburgu Bryzgowijskim.
W 2002 roku wygrał w wyborach parlamentarnych, uzyskując mandat deputowanego do Zgromadzenia Republiki Macedonii, w którym reprezentował Demokratyczny Związek na rzecz Integracji; należał także do zarządu tejże partii. Od 2004 do 2006 był także asystentem na Państwowym Uniwersytecie w Tetowie.
Od 28 lipca 2011 do 20 czerwca 2014 pełnił funkcję ministra środowiska i planowania przestrzennego w trzecim rządzie Nikoły Gruewskiego; w związku ze sformowaniem przez premiera Macedonii czwartego rządu, tego samego dnia objął funkcję szefa Ministerstwa Edukacji i Nauki, którą piastował do 5 kwietnia 2016 roku. W 2017 roku wycofał się z działalności politycznej.
Zmarł 15 lutego 2018 roku po ciężkiej chorobie, następnego dnia został pochowany w swojej rodzinnej wsi.
Znał języki albański, macedoński oraz włoski.

## Życie prywatne
Był żonaty, miał jednego syna.